# 콜로뇨 첸트로역
콜로뇨 첸트로 역(이탈리아어: Cologno Centro)은 밀라노 지하철의 2호선의 역이다. 콜로뇨몬체레 내에 위치해 있다. 1981년 밀라노 지하철 2호선 콜로뇨 지선의 역 중 하나로 문을 열었다..

## 역사
콜로뇨 첸트로 역은 콜로뇨몬체레 지선 개통과 함께 1981년 6월 7일 문을 열었다. 초기 계획안에서 콜로뇨 첸트로의 역명은 간단하게 '콜로뇨 (Cologno)'였다.

## 시설
이 역에는 다음과 같은 시설이 있다.
- 에스컬레이터
- 승차권 자동판매기